# Liste des chapelles de la Haute-Savoie
La liste des chapelles de la Haute-Savoie présente les chapelles de culte catholique situées sur le territoire des communes du département français de la Haute-Savoie. Il est fait état des diverses protections dont elles peuvent bénéficier, et notamment les inscriptions et classements au titre des monuments historiques.
Toutes sont situées dans le diocèse d'Annecy.

## Liste
| Chapelle | Commune                      | Adresse    | Coordonnées                      | Notice         | Protection         | Date | Illustration                                                                               |
| --- | ---------------------------- | ---------- | -------------------------------- | -------------- | ------------------ | ---- | ------------------------------------------------------------------------------------------ |
| Chapelle Notre-Dame-de-Compassion d'Abondance du plan de charmy                                                   | Abondance                    |            | 46° 15′ 54″ nord, 6° 43′ 44″ est |                |                    |      | Image manquante Téléverser                                                                 |
| Chapelle Notre-Dame-des-Neiges, Sainte-Agathe et Saint-Guérin d'Abondance                                         | Abondance                    |            | 46° 15′ 08″ nord, 6° 45′ 10″ est |                |                    |      | Image manquante Téléverser                                                                 |
| Chapelle Notre-Dame-et-Saint-Michel d'Abondance                                                                   | Abondance                    |            | 46° 15′ 52″ nord, 6° 44′ 13″ est |                |                    |      | Image manquante Téléverser                                                                 |
| Chapelle Sainte-Anne d'Abondance                                                                                  | Abondance                    |            | 46° 14′ 56″ nord, 6° 45′ 16″ est |                |                    |      | Chapelle Sainte-Anne d'Abondance                                                           |
| Chapelle Saint-Didier-Saint-Roch-et-Saint-Bernard-de-Menthon d'Abondance                                          | Abondance                    |            | 46° 17′ 29″ nord, 6° 44′ 17″ est |                |                    |      | Image manquante Téléverser                                                                 |
| Chapelle Saint-Joseph d'Abondance                                                                                 | Abondance                    |            | 46° 17′ 06″ nord, 6° 41′ 58″ est |                |                    |      | Image manquante Téléverser                                                                 |
| Chapelle Saint-Pierre d'Abondance                                                                                 | Abondance                    |            | 46° 17′ 25″ nord, 6° 45′ 03″ est |                |                    |      | Image manquante Téléverser                                                                 |
| Chapelle du lycée Sainte-Croix-des-Neiges d'Abondance                                                             | Abondance                    |            | 46° 16′ 35″ nord, 6° 43′ 11″ est |                |                    |      | Image manquante Téléverser                                                                 |
| Chapelle Saint-Maurice d'Alby-sur-Chéran                                                                          | Alby-sur-Chéran              |            | 46° 49′ 01″ nord, 6° 01′ 10″ est |                |                    |      | Image manquante Téléverser                                                                 |
| Chapelle d'Allinges                                                                                               | Allinges                     |            | 46° 19′ 44″ nord, 6° 26′ 34″ est |                |                    |      | Image manquante Téléverser                                                                 |
| Chapelle Saint-François-de-Sales de l'ancien château d'Allinges                                                   | Allinges                     |            | 46° 19′ 51″ nord, 6° 27′ 51″ est |                |                    |      | Chapelle Saint-François-de-Sales de l'ancien château d'Allinges                            |
| Chapelle Saint-Sébastien-Saint-Clair-et-Saint-Jacques de Charly                                                   | Andilly                      |            | 46° 04′ 11″ nord, 6° 04′ 11″ est | « PA00118341 » | Inscrit MH Clocher | 1975 | Chapelle Saint-Sébastien-Saint-Clair-et-Saint-Jacques de Charly                            |
| Chapelle de Colmir                                                                                                | Annecy                       |            | à géolocaliser                   |                |                    |      | Image manquante Téléverser                                                                 |
| Chapelle de la Galerie d'Annecy                                                                                   | Annecy                       |            | à géolocaliser                   |                |                    |      | Image manquante Téléverser                                                                 |
| Chapelle des Capucins d'Annecy                                                                                    | Annecy                       |            | à géolocaliser                   |                |                    |      | Image manquante Téléverser                                                                 |
| Chapelle Saint-Michel de la congrégation des Oblats de Saint-François-de-Sales des Balmettes                      | Annecy                       |            | 45° 53′ 50″ nord, 6° 06′ 53″ est |                |                    |      | Image manquante Téléverser                                                                 |
| Chapelle Notre-Dame-de-Pitié d'Annecy-le-Vieux                                                                    | Annecy-le-Vieux              |            | 45° 55′ 51″ nord, 6° 08′ 53″ est |                |                    |      | Chapelle Notre-Dame-de-Pitié d'Annecy-le-Vieux                                             |
| Chapelle Notre-Dame-de-Grâce de Frontenex                                                                         | Annecy-le-Vieux              |            | 45° 55′ 31″ nord, 6° 08′ 25″ est |                |                    |      | Chapelle Notre-Dame-de-Grâce de Frontenex                                                  |
| Chapelle d'Arthaz-Pont-Notre-Dame                                                                                 | Arthaz-Pont-Notre-Dame       |            | 46° 09′ 32″ nord, 6° 17′ 02″ est |                |                    |      | Chapelle d'Arthaz-Pont-Notre-Dame                                                          |
| Chapelle œcuménique de Flaine                                                                                     | Arâches-la-Frasse            |            | 46° 00′ 06″ nord, 6° 41′ 35″ est | « PA74000018 » | Classé MH          | 2014 | Image manquante Téléverser                                                                 |
| Chapelle de Flainele Hameau                                                                                       | Arâches-la-Frasse            |            | à géolocaliser                   |                |                    |      | Image manquante Téléverser                                                                 |
| Chapelle de Treydon                                                                                               | Arâches-la-Frasse            |            | 46° 03′ 36″ nord, 6° 37′ 22″ est |                |                    |      | Image manquante Téléverser                                                                 |
| Chapelle Ronde de Ballancy                                                                                        | Arâches-la-Frasse            |            | 46° 03′ 09″ nord, 6° 37′ 25″ est |                |                    |      | Image manquante Téléverser                                                                 |
| Chapelle Sainte-Marie-Madeleine de Pernant                                                                        | Arâches-la-Frasse            |            | 46° 01′ 14″ nord, 6° 38′ 19″ est |                |                    |      | Chapelle Sainte-Marie-Madeleine de Pernant                                                 |
| Chapelle Notre-Dame-de-la-Salette d'Etraz                                                                         | Ayse                         |            | 46° 04′ 51″ nord, 6° 26′ 58″ est |                |                    |      | Image manquante Téléverser                                                                 |
| Chapelle Notre-Dame du Châble                                                                                     | Beaumont                     |            | à géolocaliser                   |                |                    |      | Image manquante Téléverser                                                                 |
| Chapelle Saint-André de l'Abbaye                                                                                  | Bellevaux                    |            | 46° 12′ 54″ nord, 6° 33′ 53″ est |                |                    |      | Chapelle Saint-André de l'Abbaye                                                           |
| Chapelle Saint-Bruno de Bellevaux                                                                                 | Bellevaux                    |            | 46° 12′ 46″ nord, 6° 33′ 50″ est |                |                    |      | Chapelle Saint-Bruno de Bellevaux                                                          |
| Chapelle de Nifflon                                                                                               | Bellevaux                    |            | 46° 15′ 32″ nord, 6° 34′ 20″ est |                |                    |      | Chapelle de Nifflon                                                                        |
| Chapelle de Vallon                                                                                                | Bellevaux                    |            | 46° 13′ 38″ nord, 6° 32′ 15″ est |                |                    |      | Chapelle de Vallon                                                                         |
| Chapelle des Mouilles                                                                                             | Bellevaux                    |            | 46° 15′ 27″ nord, 6° 31′ 55″ est |                |                    |      | Chapelle des Mouilles                                                                      |
| Chapelle du Châtelard                                                                                             | Bellevaux                    |            | 46° 15′ 13″ nord, 6° 32′ 08″ est |                |                    |      | Chapelle du Châtelard                                                                      |
| Chapelle du Merle                                                                                                 | Bellevaux                    |            | 46° 14′ 05″ nord, 6° 32′ 11″ est |                |                    |      | Chapelle du Merle                                                                          |
| Chapelle du cimetière de Bellevaux                                                                                | Bellevaux                    |            | 46° 15′ 28″ nord, 6° 31′ 59″ est |                |                    |      | Chapelle du cimetière de Bellevaux                                                         |
| Chapelle de la Visitation de Creuzaz                                                                              | Bernex                       |            | 46° 22′ 05″ nord, 6° 41′ 09″ est |                |                    |      | Image manquante Téléverser                                                                 |
| Chapelle des Faverges de Bernex                                                                                   | Bernex                       |            | à géolocaliser                   |                |                    |      | Image manquante Téléverser                                                                 |
| Chapelle Notre-Dame-du-Bon-Secours de Trossy                                                                      | Bernex                       |            | 46° 21′ 35″ nord, 6° 41′ 13″ est |                |                    |      | Image manquante Téléverser                                                                 |
| Chapelle Sainte-Philomène-et-Saint-Joseph de Chez Buttay                                                          | Bernex                       |            | 46° 21′ 52″ nord, 6° 40′ 58″ est |                |                    |      | Image manquante Téléverser                                                                 |
| Chapelle de la Fargueuzaz                                                                                         | Bogève                       |            | à géolocaliser                   |                |                    |      | Image manquante Téléverser                                                                 |
| Chapelle Saint-Eusèbe de Loëx                                                                                     | Bonne                        |            | à géolocaliser                   |                |                    |      | Chapelle Saint-Eusèbe de Loëx                                                              |
| Chapelle de Thuet                                                                                                 | Bonneville                   |            | à géolocaliser                   |                |                    |      | Image manquante Téléverser                                                                 |
| Chapelle Notre-Dame-des-Voirons de Boëge                                                                          | Boëge                        |            | 46° 14′ 02″ nord, 6° 21′ 26″ est |                |                    |      | Chapelle Notre-Dame-des-Voirons de Boëge                                                   |
| Chapelle des Praz-de-Chamonix                                                                                     | Chamonix-Mont-Blanc          |            | à géolocaliser                   |                |                    |      | Chapelle des Praz-de-Chamonix                                                              |
| Chapelle Notre-Dame-du-Bon-Secours des Chosalets                                                                  | Chamonix-Mont-Blanc          |            | à géolocaliser                   |                |                    |      | Image manquante Téléverser                                                                 |
| Nouvelle chapelle du Tour de Chamonix-Mont-Blanc                                                                  | Chamonix-Mont-Blanc          |            | à géolocaliser                   |                |                    |      | Image manquante Téléverser                                                                 |
| Chapelle Saint-Jean de Saint-Jean (Haute-Savoie)                                                                  | Chaumont                     |            | à géolocaliser                   |                |                    |      | Image manquante Téléverser                                                                 |
| Chapelle Saint-François-de-Sales du Fion                                                                          | Chevenoz                     |            | à géolocaliser                   |                |                    |      | Image manquante Téléverser                                                                 |
| Chapelle Saint-Martin de Chevrier                                                                                 | Chevrier                     |            | à géolocaliser                   |                |                    |      | Chapelle Saint-Martin de Chevrier                                                          |
| Ancienne chapelle de Véry                                                                                         | Choisy                       |            | à géolocaliser                   |                |                    |      | Ancienne chapelle de Véry                                                                  |
| Chapelle Notre-Dame de Plaine-Dranse de Châtel                                                                    | Châtel                       |            | 46° 13′ 01″ nord, 6° 47′ 35″ est |                |                    |      | Image manquante Téléverser                                                                 |
| Chapelle Notre-Dame-des-Neiges-Saint-Bernard-et-Saint-Martin de Vonnes                                            | Châtel                       |            | 46° 15′ 25″ nord, 6° 50′ 24″ est |                |                    |      | Chapelle Notre-Dame-des-Neiges-Saint-Bernard-et-Saint-Martin de Vonnes                     |
| Chapelle de l'Essert                                                                                              | Châtel                       |            | 46° 15′ 25″ nord, 6° 50′ 24″ est |                |                    |      | Chapelle de l'Essert                                                                       |
| Chapelle Saint-François-de-Sales-et-Sainte-Jeanne-de-Chantal de Très les Pierres                                  | Châtel                       |            | à géolocaliser                   |                |                    |      | Image manquante Téléverser                                                                 |
| Chapelle Notre-Dame-du-Mont-Provent de Col de Châtillon                                                           | Châtillon-sur-Cluses         |            | 46° 05′ 17″ nord, 6° 35′ 01″ est |                |                    |      | Chapelle Notre-Dame-du-Mont-Provent de Col de Châtillon                                    |
| Chapelle du château de Clermont                                                                                   | Clermont                     |            | à géolocaliser                   |                |                    |      | Chapelle du château de Clermont                                                            |
| Chapelle Saint-François-de-Sales-et-Notre-Dame du Médonnet                                                        | Combloux                     |            | 45° 54′ 48″ nord, 6° 37′ 53″ est |                |                    |      | Image manquante Téléverser                                                                 |
| Chapelle Saints-Félix-et-Maurice de Combloux                                                                      | Combloux                     |            | à géolocaliser                   |                |                    |      | Image manquante Téléverser                                                                 |
| Chapelle de Moussy                                                                                                | Cornier                      |            | 46° 05′ 28″ nord, 6° 17′ 08″ est | « PA00118384 » | Inscrit MH         | 1930 | Chapelle de Moussy                                                                         |
| Chapelle de la Maladière-de-Veige                                                                                 | Cornier                      |            | 46° 05′ 34″ nord, 6° 19′ 12″ est | « PA00118385 » | Inscrit MH         | 1932 | Chapelle de la Maladière-de-Veige                                                          |
| Chapelle Notre-Dame-de-la-Salette de Beauregard                                                                   | Cran-Gevrier                 |            | 45° 54′ 12″ nord, 6° 06′ 14″ est |                |                    |      | Chapelle Notre-Dame-de-la-Salette de Beauregard                                            |
| Chapelle de Lachat                                                                                                | Cusy                         |            | 45° 45′ 18″ nord, 5° 59′ 59″ est |                |                    |      | Image manquante Téléverser                                                                 |
| Chapelle de la Vierge-Marie de Pont d'Arbon                                                                       | Demi-Quartier                |            | à géolocaliser                   |                |                    |      | Image manquante Téléverser                                                                 |
| Chapelle Notre-Dame-des-Anges de Vauvray                                                                          | Demi-Quartier                |            | à géolocaliser                   |                |                    |      | Image manquante Téléverser                                                                 |
| Chapelle Notre-Dame-des-Ermites anciennement Saints-Gervais-et-Protais des Choseaux                               | Demi-Quartier                |            | à géolocaliser                   |                |                    |      | Image manquante Téléverser                                                                 |
| Chapelle Saints-Sébastien, François-de-Xavier et Symphorien du Petit Bois                                         | Demi-Quartier                |            | à géolocaliser                   |                |                    |      | Image manquante Téléverser                                                                 |
| Chapelle Saint-Éloi d'Étrables                                                                                    | Desingy                      |            | à géolocaliser                   |                |                    |      | Image manquante Téléverser                                                                 |
| Chapelle Saint-Clair de Saint-Clair (Haute-Savoie)                                                                | Dingy-Saint-Clair            |            | à géolocaliser                   |                |                    |      | Image manquante Téléverser                                                                 |
| Chapelle Saint-Jacques de la Blonnière                                                                            | Dingy-Saint-Clair            |            | à géolocaliser                   |                |                    |      | Image manquante Téléverser                                                                 |
| Chapelle Notre-Dame-de-la-Salette de Létraz                                                                       | Domancy                      |            | à géolocaliser                   |                |                    |      | Image manquante Téléverser                                                                 |
| Chapelle Notre-Dame-de-la-Nativité de Verthier                                                                    | Doussard                     |            | 45° 47′ 14″ nord, 6° 14′ 01″ est |                |                    |      | Chapelle Notre-Dame-de-la-Nativité de Verthier                                             |
| Chapelle de l'orphelinat d'Aubonne                                                                                | Douvaine                     |            | à géolocaliser                   |                |                    |      | Image manquante Téléverser                                                                 |
| Chapelle Notre-Dame de la Rivière                                                                                 | Entremont                    |            | à géolocaliser                   |                |                    |      | Chapelle Notre-Dame de la Rivière                                                          |
| Chapelle Saint-François-de-Sales du Regard                                                                        | Entremont                    |            | à géolocaliser                   |                |                    |      | Chapelle Saint-François-de-Sales du Regard                                                 |
| Chapelle de l'Annonciation de Faverges                                                                            | Faverges                     |            | à géolocaliser                   |                |                    |      | Image manquante Téléverser                                                                 |
| Chapelle Notre-Dame-de-la-Compassion de Verchères                                                                 | Faverges                     |            | à géolocaliser                   |                |                    |      | Image manquante Téléverser                                                                 |
| Chapelle Notre-Dame-de-Lourdes anciennement Notre-Dame-des-Vignes de la Balmette                                  | Faverges                     |            | à géolocaliser                   |                |                    |      | Image manquante Téléverser                                                                 |
| Chapelle Notre-Dame-de-la-Salette de Feigères                                                                     | Feigères                     |            | à géolocaliser                   |                |                    |      | Chapelle Notre-Dame-de-la-Salette de Feigères                                              |
| Chapelle de Réziers                                                                                               | Fessy                        |            | à géolocaliser                   |                |                    |      | Image manquante Téléverser                                                                 |
| Chapelle de Réziers                                                                                               | Fessy                        |            | à géolocaliser                   |                |                    |      | Image manquante Téléverser                                                                 |
| Chapelle de Pierre Taillée du Martinet                                                                            | Fillière                     |            | à géolocaliser                   |                |                    |      | Image manquante Téléverser                                                                 |
| Chapelle de Sales                                                                                                 | Fillière                     |            | à géolocaliser                   |                |                    |      | Image manquante Téléverser                                                                 |
| Chapelle de Châteauvieux                                                                                          | Féternes                     |            | 46° 21′ 12″ nord, 6° 32′ 31″ est |                |                    |      | Chapelle de Châteauvieux                                                                   |
| Chapelle Notre-Dame-des-Sept-Douleurs de Champeillant                                                             | Féternes                     |            | 46° 20′ 55″ nord, 6° 35′ 22″ est |                |                    |      | Chapelle Notre-Dame-des-Sept-Douleurs de Champeillant                                      |
| Chapelle de Chez Portay                                                                                           | Féternes                     |            | à géolocaliser                   |                |                    |      | Image manquante Téléverser                                                                 |
| Chapelle de la Plantaz                                                                                            | Féternes                     |            | à géolocaliser                   |                |                    |      | Image manquante Téléverser                                                                 |
| Chapelle Saint-Gingulph de Bourgeal                                                                               | Giez                         |            | 45° 44′ 59″ nord, 6° 15′ 15″ est |                |                    |      | Chapelle Saint-Gingulph de Bourgeal                                                        |
| Chapelle Sainte-Anne des Arces-d'en-bas                                                                           | Habère-Poche                 |            | à géolocaliser                   |                |                    |      | Chapelle Sainte-Anne des Arces-d'en-bas                                                    |
| Chapelle de Charvex                                                                                               | La Balme-de-Thuy             |            | à géolocaliser                   |                |                    |      | Chapelle de Charvex                                                                        |
| Chapelle Notre-Dame-des-Neiges de Plateau des Glières                                                             | La Balme-de-Thuy             |            | à géolocaliser                   |                |                    |      | Image manquante Téléverser                                                                 |
| Chapelle Saint-Grat de Promerat                                                                                   | La Baume                     |            | à géolocaliser                   |                |                    |      | Image manquante Téléverser                                                                 |
| Chapelle de la Marmotte de La Chapelle-Rambaud                                                                    | La Chapelle-Rambaud          |            | à géolocaliser                   |                |                    |      | Chapelle de la Marmotte de La Chapelle-Rambaud                                             |
| Chapelle Notre-Dame-de-Compassion de La Chapelle-d'Abondance                                                      | La Chapelle-d'Abondance      |            | 46° 17′ 44″ nord, 6° 47′ 19″ est |                |                    |      | Chapelle Notre-Dame-de-Compassion de La Chapelle-d'Abondance                               |
| Chapelle Saint-Jacques, Saint-Christophe, Saint-Marc de la Ville-du-Nant                                          | La Chapelle-d'Abondance      |            | à géolocaliser                   |                |                    |      | Image manquante Téléverser                                                                 |
| Chapelle du Gotty                                                                                                 | La Clusaz                    |            | 45° 53′ 34″ nord, 6° 25′ 38″ est |                |                    |      | Image manquante Téléverser                                                                 |
| Chapelle Sainte-Anne du col des Aravis                                                                            | La Clusaz                    |            | 45° 52′ 21″ nord, 6° 27′ 54″ est |                |                    |      | Chapelle Sainte-Anne du col des Aravis                                                     |
| Chapelle Saint-Jean-l'Évangéliste, Saint-Jean-Baptiste et des Quarante-Martyrs des Confins                        | La Clusaz                    |            | 45° 55′ 11″ nord, 6° 28′ 42″ est |                |                    |      | Chapelle Saint-Jean-l'Évangéliste, Saint-Jean-Baptiste et des Quarante-Martyrs des Confins |
| Chapelle Notre-Dame du Parc                                                                                       | La Clusaz                    |            | à géolocaliser                   |                |                    |      | Image manquante Téléverser                                                                 |
| Chapelle Notre-Dame-des-Neiges-et-Saint-Our du Fernuy                                                             | La Clusaz                    |            | à géolocaliser                   |                |                    |      | Image manquante Téléverser                                                                 |
| Chapelle Saint-François-de-Sales-Saint-Grat-et-Saint-Symphorien du Var                                            | La Clusaz                    |            | à géolocaliser                   |                |                    |      | Image manquante Téléverser                                                                 |
| Chapelle de Cellières                                                                                             | La Rivière-Enverse           |            | à géolocaliser                   |                |                    |      | Image manquante Téléverser                                                                 |
| Chapelle Notre-Dame-de-l'Annonciation de Nicodex                                                                  | La Rivière-Enverse           |            | à géolocaliser                   |                |                    |      | Image manquante Téléverser                                                                 |
| Chapelle Sainte-Anne dite chapelle des Biolles des Crys                                                           | La Roche-sur-Foron           |            | à géolocaliser                   |                |                    |      | Image manquante Téléverser                                                                 |
| Chapelle Notre-Dame-des-Sept-Douleurs dite aussi du Calvaire de La Tour                                           | La Tour                      |            | à géolocaliser                   |                |                    |      | Chapelle Notre-Dame-des-Sept-Douleurs dite aussi du Calvaire de La Tour                    |
| Chapelle de Chez Crosson                                                                                          | Larringes                    |            | 46° 22′ 38″ nord, 6° 35′ 28″ est |                |                    |      | Chapelle de Chez Crosson                                                                   |
| Chapelle Sainte-Anne de Gys                                                                                       | Le Biot                      |            | 46° 16′ 38″ nord, 6° 37′ 19″ est |                |                    |      | Image manquante Téléverser                                                                 |
| Chapelle Lou M'Latis du Corbier                                                                                   | Le Biot                      |            | à géolocaliser                   |                |                    |      | Image manquante Téléverser                                                                 |
| Chapelle Notre-Dame-des-Sept-Douleurs de Col du Corbier                                                           | Le Biot                      |            | à géolocaliser                   |                |                    |      | Image manquante Téléverser                                                                 |
| Chapelle de Bouchet                                                                                               | Le Grand-Bornand             |            | 45° 56′ 16″ nord, 6° 27′ 37″ est |                |                    |      | Image manquante Téléverser                                                                 |
| Chapelle de Nant-Robert                                                                                           | Le Grand-Bornand             |            | 45° 56′ 28″ nord, 6° 26′ 53″ est |                |                    |      | Image manquante Téléverser                                                                 |
| Chapelle des Plans du Grand-Bornand                                                                               | Le Grand-Bornand             |            | 45° 56′ 08″ nord, 6° 29′ 08″ est |                |                    |      | Image manquante Téléverser                                                                 |
| Chapelle Notre-Dame, Saint-Guérin, Saint-Grat et Bienheureux-Jean-d'Espagne de la Duche                           | Le Grand-Bornand             |            | 45° 57′ 48″ nord, 6° 30′ 20″ est |                |                    |      | Chapelle Notre-Dame, Saint-Guérin, Saint-Grat et Bienheureux-Jean-d'Espagne de la Duche    |
| Chapelle Notre-Dame-des-Neiges du Vieux-Chinaillon                                                                | Le Grand-Bornand             |            | 45° 58′ 17″ nord, 6° 26′ 52″ est |                |                    |      | Chapelle Notre-Dame-des-Neiges du Vieux-Chinaillon                                         |
| Chapelle Notre-Dame-de-la-Pitié-et-Saint-Claude des Contamines                                                    | Le Petit-Bornand-les-Glières |            | à géolocaliser                   |                |                    |      | Chapelle Notre-Dame-de-la-Pitié-et-Saint-Claude des Contamines                             |
| Chapelle Sainte-Renée de Beffay                                                                                   | Le Petit-Bornand-les-Glières |            | 46° 01′ 12″ nord, 6° 23′ 34″ est |                |                    |      | Chapelle Sainte-Renée de Beffay                                                            |
| Chapelle du Bienheureux-Jean-d'Espagne du Reposoir                                                                | Le Reposoir                  |            | à géolocaliser                   |                |                    |      | Image manquante Téléverser                                                                 |
| Chapelle Notre-Dame de Col de la Colombière                                                                       | Le Reposoir                  |            | à géolocaliser                   |                |                    |      | Image manquante Téléverser                                                                 |
| Chapelle de la Visitation de la Frasse                                                                            | Les Clefs                    |            | à géolocaliser                   |                |                    |      | Image manquante Téléverser                                                                 |
| Chapelle de Montisbrand                                                                                           | Les Clefs                    |            | à géolocaliser                   |                |                    |      | Image manquante Téléverser                                                                 |
| Chapelle des Envers                                                                                               | Les Clefs                    |            | 45° 51′ 10″ nord, 6° 20′ 46″ est |                |                    |      | Image manquante Téléverser                                                                 |
| Chapelle des Poëts                                                                                                | Les Clefs                    |            | à géolocaliser                   |                |                    |      | Image manquante Téléverser                                                                 |
| Chapelle Notre-Dame-de-l'Assomption du Cropt                                                                      | Les Clefs                    |            | 45° 50′ 34″ nord, 6° 19′ 58″ est |                |                    |      | Image manquante Téléverser                                                                 |
| Chapelle Sainte-Marie-Magdeleine du Baptieu                                                                       | Les Contamines-Montjoie      |            | à géolocaliser                   |                |                    |      | Image manquante Téléverser                                                                 |
| Chapelle Saint-Martin-Saint-Clair-et-Saint-Antoine des Contamines-Montjoie                                        | Les Contamines-Montjoie      |            | à géolocaliser                   |                |                    |      | Image manquante Téléverser                                                                 |
| Sainte-Chapelle des Contamines-Montjoie                                                                           | Les Contamines-Montjoie      |            | 45° 47′ 19″ nord, 6° 42′ 49″ est |                |                    |      | Sainte-Chapelle des Contamines-Montjoie                                                    |
| Chapelle de la Ragia                                                                                              | Les Gets                     |            | à géolocaliser                   |                |                    |      | Image manquante Téléverser                                                                 |
| Chapelle Notre-Dame-de-Lourdes des Mouilles                                                                       | Les Gets                     |            | 46° 11′ 07″ nord, 6° 40′ 52″ est |                |                    |      | Chapelle Notre-Dame-de-Lourdes des Mouilles                                                |
| Chapelle de Vaudagne                                                                                              | Les Houches                  |            | à géolocaliser                   |                |                    |      | Chapelle de Vaudagne                                                                       |
| Chapelle Notre-Dame du Lac                                                                                        | Les Houches                  |            | à géolocaliser                   |                |                    |      | Image manquante Téléverser                                                                 |
| Chapelle Sainte-Thérèse-de-l'Enfant-Jésus de Merlet                                                               | Les Houches                  |            | à géolocaliser                   |                |                    |      | Image manquante Téléverser                                                                 |
| Chapelle du Plan des Villards-sur-Thônes                                                                          | Les Villards-sur-Thônes      |            | 45° 54′ 54″ nord, 6° 23′ 05″ est |                |                    |      | Image manquante Téléverser                                                                 |
| Chapelle de l'Immaculée-Conception de Laprau                                                                      | Lugrin                       |            | à géolocaliser                   |                |                    |      | Image manquante Téléverser                                                                 |
| Chapelle Notre-Dame-des-Sept-Douleurs de Véron                                                                    | Lugrin                       |            | à géolocaliser                   |                |                    |      | Image manquante Téléverser                                                                 |
| Chapelle de Trossy                                                                                                | Lyaud                        |            | à géolocaliser                   |                |                    |      | Image manquante Téléverser                                                                 |
| Chapelle de l'Immaculée-Conception du Carre de Chéron                                                             | Magland                      |            | 45° 59′ 38″ nord, 6° 36′ 42″ est |                |                    |      | Image manquante Téléverser                                                                 |
| Chapelle Notre-Dame du Carmel de Chamonix                                                                         | Magland                      |            | 46° 01′ 48″ nord, 6° 36′ 41″ est |                |                    |      | Image manquante Téléverser                                                                 |
| Chapelle Notre-Dame-de-la-Visitation de Gravin                                                                    | Magland                      |            | 46° 00′ 05″ nord, 6° 37′ 08″ est |                |                    |      | Image manquante Téléverser                                                                 |
| Chapelle Notre-Dame-des-Anges de Chessin                                                                          | Magland                      |            | 46° 01′ 08″ nord, 6° 36′ 49″ est |                |                    |      | Image manquante Téléverser                                                                 |
| Chapelle Notre-Dame-des-Neiges des Ranziers                                                                       | Magland                      |            | 46° 00′ 06″ nord, 6° 36′ 25″ est |                |                    |      | Image manquante Téléverser                                                                 |
| Chapelle Saint-Bernard-de-Menthon d'Oex                                                                           | Magland                      |            | 45° 59′ 17″ nord, 6° 38′ 02″ est |                |                    |      | Image manquante Téléverser                                                                 |
| Chapelle Sainte-Anne de Luth                                                                                      | Magland                      |            | 45° 59′ 27″ nord, 6° 38′ 18″ est |                |                    |      | Image manquante Téléverser                                                                 |
| Chapelle de la Nativité-de-Notre-Dame de Joux                                                                     | Manigod                      |            | 45° 51′ 13″ nord, 6° 23′ 28″ est |                |                    |      | Image manquante Téléverser                                                                 |
| Chapelle de la Visitation-de-Notre-Dame de Plan des Berthats                                                      | Manigod                      |            | 45° 50′ 45″ nord, 6° 21′ 47″ est |                |                    |      | Image manquante Téléverser                                                                 |
| Chapelle de Villard-dessous                                                                                       | Manigod                      |            | 45° 51′ 39″ nord, 6° 21′ 06″ est |                |                    |      | Chapelle de Villard-dessous                                                                |
| Chapelle Notre-Dame de Tournance                                                                                  | Manigod                      |            | 45° 50′ 58″ nord, 6° 24′ 01″ est |                |                    |      | Image manquante Téléverser                                                                 |
| Chapelle Notre-Dame-des-Neiges de la Charmette                                                                    | Manigod                      |            | 45° 50′ 36″ nord, 6° 24′ 41″ est |                |                    |      | Image manquante Téléverser                                                                 |
| Chapelle Saint-François-de-Sales de Montpellaz                                                                    | Manigod                      |            | 45° 51′ 56″ nord, 6° 23′ 07″ est |                |                    |      | Image manquante Téléverser                                                                 |
| Chapelle Saint-Étienne de Marin                                                                                   | Marin                        |            | 46° 23′ 01″ nord, 6° 31′ 01″ est | « PA00118452 » | Inscrit MH         | 1941 | Chapelle Saint-Étienne de Marin                                                            |
| Chapelle d'Ombre Dessous                                                                                          | Marlens                      |            | 45° 45′ 26″ nord, 6° 20′ 21″ est |                |                    |      | Image manquante Téléverser                                                                 |
| Chapelle Saint-Joseph de Thermessay                                                                               | Marlens                      |            | 45° 45′ 50″ nord, 6° 20′ 09″ est |                |                    |      | Image manquante Téléverser                                                                 |
| Chapelle Notre-Dame-de-la-Visitation de Marnaz                                                                    | Marnaz                       |            | à géolocaliser                   |                |                    |      | Image manquante Téléverser                                                                 |
| Chapelle Notre-Dame-de-la-Délivrance de Ligny                                                                     | Massingy                     |            | 45° 49′ 48″ nord, 5° 54′ 34″ est |                |                    |      | Image manquante Téléverser                                                                 |
| Chapelle de la Visitation et de Saint-Just des Pettoreaux                                                         | Megève                       |            | 45° 51′ 39″ nord, 6° 38′ 06″ est |                |                    |      | Image manquante Téléverser                                                                 |
| Chapelle de l'Onction du Calvaire                                                                                 | Megève                       |            | 45° 51′ 21″ nord, 6° 37′ 34″ est |                |                    |      | Image manquante Téléverser                                                                 |
| Chapelle du Tombeau et de la Résurrection du Calvaire                                                             | Megève                       |            | à géolocaliser                   |                |                    |      | Image manquante Téléverser                                                                 |
| Chapelle Notre-Dame-de-Nazareth du Calvaire                                                                       | Megève                       |            | 45° 51′ 21″ nord, 6° 37′ 28″ est |                |                    |      | Image manquante Téléverser                                                                 |
| Chapelle Notre-Dame-des-Douleurs du Calvaire                                                                      | Megève                       |            | à géolocaliser                   |                |                    |      | Image manquante Téléverser                                                                 |
| Chapelle Notre-Dame-des-Grâces-et-Saint-Guérin du Planellet                                                       | Megève                       |            | 45° 50′ 47″ nord, 6° 38′ 16″ est |                |                    |      | Image manquante Téléverser                                                                 |
| Chapelle Notre-Dame-des-Vertus du Calvaire                                                                        | Megève                       |            | à géolocaliser                   |                |                    |      | Image manquante Téléverser                                                                 |
| Chapelle Saint-André-et-Sainte-Barbe de Cassioz                                                                   | Megève                       |            | à géolocaliser                   |                |                    |      | Image manquante Téléverser                                                                 |
| Chapelle Sainte-Anne, des Pénitents de Megève                                                                     | Megève                       |            | à géolocaliser                   |                |                    |      | Chapelle Sainte-Anne, des Pénitents de Megève                                              |
| Chapelle Saint-Laurent-et-Saint-Nicolas du Villard                                                                | Megève                       |            | 45° 50′ 55″ nord, 6° 35′ 28″ est |                |                    |      | Image manquante Téléverser                                                                 |
| Chapelle Saints-Barthélemy-et-Clair du Maz                                                                        | Megève                       |            | 45° 50′ 44″ nord, 6° 38′ 03″ est |                |                    |      | Image manquante Téléverser                                                                 |
| Chapelle Saints-Pierre-et-Paul, Saint-Donat-et-Sainte-Brigitte du Planay                                          | Megève                       |            | 45° 49′ 54″ nord, 6° 39′ 31″ est |                |                    |      | Image manquante Téléverser                                                                 |
| Chapelle Notre-Dame-des-Grâces de Ramponnet                                                                       | Menthon-Saint-Bernard        |            | 45° 51′ 28″ nord, 6° 12′ 21″ est |                |                    |      | Image manquante Téléverser                                                                 |
| Chapelle de Tessy de Metz-Tessy                                                                                   | Metz-Tessy                   |            | à géolocaliser                   |                |                    |      | Image manquante Téléverser                                                                 |
| Chapelle Notre-Dame-de-la-Compassion de Mieussy                                                                   | Mieussy                      |            | 46° 07′ 58″ nord, 6° 31′ 40″ est |                |                    |      | Chapelle Notre-Dame-de-la-Compassion de Mieussy                                            |
| Chapelle Saint-Grat de Mieussy                                                                                    | Mieussy                      |            | 46° 07′ 44″ nord, 6° 32′ 34″ est |                |                    |      | Chapelle Saint-Grat de Mieussy                                                             |
| Chapelle de Ley                                                                                                   | Mieussy                      |            | 46° 08′ 37″ nord, 6° 30′ 01″ est |                |                    |      | Image manquante Téléverser                                                                 |
| Chapelle de Quincy                                                                                                | Mieussy                      |            | 46° 09′ 14″ nord, 6° 29′ 33″ est |                |                    |      | Image manquante Téléverser                                                                 |
| Chapelle Saint-Denis-et-Saint-Christophe de Saint-Denis                                                           | Mieussy                      |            | à géolocaliser                   |                |                    |      | Image manquante Téléverser                                                                 |
| Chapelle Saint-Georges de Mornex                                                                                  | Monnetier-Mornex             |            | à géolocaliser                   |                |                    |      | Image manquante Téléverser                                                                 |
| Chapelle de Pincru                                                                                                | Mont-Saxonnex                |            | 46° 03′ 00″ nord, 6° 28′ 41″ est |                |                    |      | Chapelle de Pincru                                                                         |
| Chapelle Notre-Dame dite des Sept Fontaines de Plan Montmin                                                       | Montmin                      |            | 45° 47′ 30″ nord, 6° 15′ 58″ est |                |                    |      | Chapelle Notre-Dame dite des Sept Fontaines de Plan Montmin                                |
| Chapelle Saint-Donat de Plan-Montmin                                                                              | Montmin                      |            | 45° 47′ 02″ nord, 6° 15′ 56″ est |                |                    |      | Chapelle Saint-Donat de Plan-Montmin                                                       |
| Chapelle Notre-Dame-des-Sept-Douleurs et de la Compassion, Saint-Michel-et-Saint-Claude des Miaux                 | Morillon                     |            | à géolocaliser                   |                |                    |      | Image manquante Téléverser                                                                 |
| Chapelle Notre-Dame-de-Toutes-Grâces du Verney                                                                    | Morillon                     |            | à géolocaliser                   |                |                    |      | Image manquante Téléverser                                                                 |
| Chapelle Saint-Symphorien du Châtelard                                                                            | Morillon                     |            | à géolocaliser                   |                |                    |      | Image manquante Téléverser                                                                 |
| Chapelle Notre-Dame-des-Prisonniers d'Avoriaz                                                                     | Morzine                      |            | 46° 11′ 43″ nord, 6° 46′ 05″ est |                |                    |      | Image manquante Téléverser                                                                 |
| Chapelle Sainte-Brigitte-de-Suède de Morzine                                                                      | Morzine                      |            | 46° 11′ 40″ nord, 6° 41′ 19″ est |                |                    |      | Image manquante Téléverser                                                                 |
| Chapelle Notre-Dame-du-Sacré-Cœur de Poisu                                                                        | Moye                         |            | 45° 52′ 07″ nord, 5° 54′ 43″ est |                |                    |      | Chapelle Notre-Dame-du-Sacré-Cœur de Poisu                                                 |
| Chapelle Notre-Dame-des-Anges de Mégevette                                                                        | Mégevette                    |            | 46° 11′ 57″ nord, 6° 29′ 53″ est |                |                    |      | Image manquante Téléverser                                                                 |
| Chapelle de la Frasse                                                                                             | Nancy-sur-Cluses             |            | 46° 02′ 26″ nord, 6° 35′ 05″ est |                |                    |      | Image manquante Téléverser                                                                 |
| Chapelle de Romme                                                                                                 | Nancy-sur-Cluses             |            | 46° 01′ 48″ nord, 6° 34′ 27″ est |                |                    |      | Image manquante Téléverser                                                                 |
| Chapelle Saint-François-de-Sales de la Fley                                                                       | Nancy-sur-Cluses             |            | 46° 02′ 51″ nord, 6° 34′ 46″ est |                |                    |      | Image manquante Téléverser                                                                 |
| Chapelle Notre-Dame-du-Lac de Nernier                                                                             | Nernier                      |            | à géolocaliser                   |                |                    |      | Image manquante Téléverser                                                                 |
| Chapelle Saint-André de Maraîche                                                                                  | Neuvecelle                   |            | 46° 23′ 52″ nord, 6° 36′ 51″ est | « PA00118411 » | Classé MH          | 1921 | Chapelle Saint-André de Maraîche                                                           |
| Chapelle Notre-Dame-de-la-Paix de Verrières                                                                       | Neydens                      |            | 46° 07′ 00″ nord, 6° 07′ 08″ est |                |                    |      | Chapelle Notre-Dame-de-la-Paix de Verrières                                                |
| Chapelle des Bergers de Novel                                                                                     | Novel                        |            | 46° 22′ 04″ nord, 6° 46′ 58″ est |                |                    |      | Image manquante Téléverser                                                                 |
| Chapelle Saint-François-Jacquard de Sévillon                                                                      | Onnion                       |            | 46° 11′ 20″ nord, 6° 30′ 22″ est |                |                    |      | Chapelle Saint-François-Jacquard de Sévillon                                               |
| Chapelle de Bay                                                                                                   | Passy                        |            | 45° 55′ 54″ nord, 6° 40′ 41″ est |                |                    |      | Chapelle de Bay                                                                            |
| Chapelle des Ruttets                                                                                              | Passy                        |            | à géolocaliser                   |                |                    |      | Image manquante Téléverser                                                                 |
| Chapelle Saint-Bernard-de-Menthon, Saint-Clair-et-Saint-Michel de la Motte                                        | Passy                        |            | à géolocaliser                   |                |                    |      | Image manquante Téléverser                                                                 |
| Chapelle Sainte-Croix-Saints-Roch-et-Agathe de Joux                                                               | Passy                        |            | à géolocaliser                   |                |                    |      | Image manquante Téléverser                                                                 |
| Chapelle Saint-François-de-Sales de Praz-Coutant                                                                  | Passy                        |            | à géolocaliser                   |                |                    |      | Image manquante Téléverser                                                                 |
| Chapelle de Cénoche                                                                                               | Peillonnex                   |            | à géolocaliser                   |                |                    |      | Image manquante Téléverser                                                                 |
| Chapelle Saint-Nicolas de Brécorens                                                                               | Perrignier                   |            | à géolocaliser                   |                |                    |      | Image manquante Téléverser                                                                 |
| Chapelle d'Amphion les Bains                                                                                      | Publier                      |            | à géolocaliser                   |                |                    |      | Image manquante Téléverser                                                                 |
| Chapelle Notre-Dame-de-la-Rencontre d'Amphion-les-Bains                                                           | Publier                      |            | à géolocaliser                   |                |                    |      | Chapelle Notre-Dame-de-la-Rencontre d'Amphion-les-Bains                                    |
| Chapelle Saint-Étienne de Publier                                                                                 | Publier                      |            | à géolocaliser                   |                |                    |      | Chapelle Saint-Étienne de Publier                                                          |
| Chapelle Notre-Dame-de-l'Aumône de Rumilly                                                                        | Rumilly                      |            | 45° 51′ 55″ nord, 5° 57′ 07″ est |                |                    |      | Chapelle Notre-Dame-de-l'Aumône de Rumilly                                                 |
| Chapelle nouvelle Notre-Dame-de-l'Aumône de Rumilly                                                               | Rumilly                      |            | à géolocaliser                   |                |                    |      | Image manquante Téléverser                                                                 |
| Chapelle Notre-Dame du Sacré-Cœur de Saint-André-de-Boëge                                                         | Saint-André-de-Boëge         |            | 46° 11′ 28″ nord, 6° 23′ 40″ est |                |                    |      | Image manquante Téléverser                                                                 |
| Chapelle Notre-Dame-de-Lourdes de Chermont                                                                        | Saint-Cergues                |            | 46° 13′ 53″ nord, 6° 19′ 38″ est |                |                    |      | Chapelle Notre-Dame-de-Lourdes de Chermont                                                 |
| Chapelle Saint-Guérin de Saint-Gervais-les-Bains                                                                  | Saint-Gervais-les-Bains      |            | 45° 53′ 22″ nord, 6° 41′ 54″ est |                |                    |      | Image manquante Téléverser                                                                 |
| Chapelle Saint-Donat-et-Saint-Léonard des Chattrix                                                                | Saint-Gervais-les-Bains      |            | 45° 52′ 58″ nord, 6° 42′ 59″ est | « PA00118432 » | Inscrit MH         | 1976 | Chapelle Saint-Donat-et-Saint-Léonard des Chattrix                                         |
| Chapelle des Plans                                                                                                | Saint-Gervais-les-Bains      |            | 45° 51′ 57″ nord, 6° 42′ 49″ est | « PA00118433 » | Inscrit MH         | 1975 | Chapelle des Plans                                                                         |
| Chapelle Notre-Dame-du-Torrent du Fayet                                                                           | Saint-Gervais-les-Bains      |            | 45° 53′ 46″ nord, 6° 42′ 23″ est |                |                    |      | Image manquante Téléverser                                                                 |
| Chapelle de Bionnassay                                                                                            | Saint-Gervais-les-Bains      | Bionnassay | 45° 51′ 53″ nord, 6° 45′ 20″ est |                |                    |      | Image manquante Téléverser                                                                 |
| Chapelle de Bionnay                                                                                               | Saint-Gervais-les-Bains      |            | à géolocaliser                   |                |                    |      | Image manquante Téléverser                                                                 |
| Chapelle de Champoutant                                                                                           | Saint-Gervais-les-Bains      |            | à géolocaliser                   |                |                    |      | Image manquante Téléverser                                                                 |
| Chapelle de Taguy                                                                                                 | Saint-Gervais-les-Bains      |            | à géolocaliser                   |                |                    |      | Image manquante Téléverser                                                                 |
| Chapelle de Champel                                                                                               | Saint-Gervais-les-Bains      |            | à géolocaliser                   |                |                    |      | Image manquante Téléverser                                                                 |
| Chapelle Notre-Dame-des-Sept-Douleurs des Praz                                                                    | Saint-Gervais-les-Bains      |            | à géolocaliser                   |                |                    |      | Image manquante Téléverser                                                                 |
| Chapelle Notre-Dame-du-Mont-Carmel, Saint-Symphorien, Saint-Antoine-de-Padoue de la Combe                         | Saint-Gervais-les-Bains      |            | 45° 52′ 15″ nord, 6° 42′ 23″ est |                |                    |      | Chapelle Notre-Dame-du-Mont-Carmel, Saint-Symphorien, Saint-Antoine-de-Padoue de la Combe  |
| Chapelle Sainte-Anne, Saint-Claude-et-Saint-Joseph du Golet                                                       | Saint-Gervais-les-Bains      |            | à géolocaliser                   |                |                    |      | Image manquante Téléverser                                                                 |
| Chapelle Saint-Nicolas de Véroce                                                                                  | Saint-Gervais-les-Bains      |            | à géolocaliser                   |                |                    |      | Image manquante Téléverser                                                                 |
| Chapelle de Graydon                                                                                               | Saint-Jean-d'Aulps           |            | 46° 12′ 07″ nord, 6° 38′ 07″ est |                |                    |      | Image manquante Téléverser                                                                 |
| Chapelle de la Moussière                                                                                          | Saint-Jean-d'Aulps           |            | à géolocaliser                   |                |                    |      | Image manquante Téléverser                                                                 |
| Chapelle Notre-Dame-de-la-Compassion de Bas Thex                                                                  | Saint-Jean-d'Aulps           |            | à géolocaliser                   |                |                    |      | Image manquante Téléverser                                                                 |
| Chapelle Notre-Dame-de-la-Compassion-et-Saint-Grat d'Essert-la-Pierre                                             | Saint-Jean-d'Aulps           |            | à géolocaliser                   |                |                    |      | Image manquante Téléverser                                                                 |
| Chapelle du Bienheureux Père Favre du Villaret                                                                    | Saint-Jean-de-Sixt           |            | à géolocaliser                   |                |                    |      | Image manquante Téléverser                                                                 |
| Chapelle Saint-Claude de Forgeassoud                                                                              | Saint-Jean-de-Sixt           |            | 45° 55′ 24″ nord, 6° 23′ 38″ est |                |                    |      | Chapelle Saint-Claude de Forgeassoud                                                       |
| Chapelle du Bon Refuge de Saint-Jeoire                                                                            | Saint-Jeoire                 |            | 46° 08′ 30″ nord, 6° 27′ 46″ est |                |                    |      | Chapelle du Bon Refuge de Saint-Jeoire                                                     |
| Chapelle Notre-Dame-du-Bon-Secours du Turchon                                                                     | Saint-Jeoire                 |            | 46° 08′ 32″ nord, 6° 27′ 47″ est |                |                    |      | Image manquante Téléverser                                                                 |
| Chapelle de Mercier                                                                                               | Saint-Martin-Bellevue        |            | à géolocaliser                   |                |                    |      | Image manquante Téléverser                                                                 |
| Chapelle de Lyonnet                                                                                               | Saint-Paul-en-Chablais       |            | 46° 21′ 51″ nord, 6° 37′ 18″ est |                |                    |      | Chapelle de Lyonnet                                                                        |
| Chapelle des Faverges                                                                                             | Saint-Paul-en-Chablais       |            | à géolocaliser                   |                |                    |      | Chapelle des Faverges                                                                      |
| Chapelle Notre-Dame-des-Sept-Douleurs de la Beunaz                                                                | Saint-Paul-en-Chablais       |            | à géolocaliser                   |                |                    |      | Image manquante Téléverser                                                                 |
| Chapelle de l'Immaculée-Conception dite chapelle des Evaux de Delairaz                                            | Saint-Pierre-en-Faucigny     |            | à géolocaliser                   |                |                    |      | Image manquante Téléverser                                                                 |
| Chapelle Notre-Dame du Pessey                                                                                     | Sales                        |            | à géolocaliser                   |                |                    |      | Image manquante Téléverser                                                                 |
| Chapelle Notre-Dame-de-la-Paix-du-Monde de Doran                                                                  | Sallanches                   |            | 45° 58′ 06″ nord, 6° 35′ 18″ est |                |                    |      | Chapelle Notre-Dame-de-la-Paix-du-Monde de Doran                                           |
| Chapelle de l'Immaculée-Conception de Sallanches                                                                  | Sallanches                   |            | 45° 56′ 12″ nord, 6° 37′ 25″ est |                |                    |      | Chapelle de l'Immaculée-Conception de Sallanches                                           |
| Chapelle Notre-Dame-des-Grâces, anciennement chapelle Saint-Nicolas des Vorziers                                  | Sallanches                   |            | à géolocaliser                   |                |                    |      | Image manquante Téléverser                                                                 |
| Chapelle Saint-Alexis, Saint-Guérin-et-Sainte-Anne de Luzier                                                      | Sallanches                   |            | à géolocaliser                   |                |                    |      | Image manquante Téléverser                                                                 |
| Chapelle Saint-Donat du Crêt                                                                                      | Sallanches                   |            | à géolocaliser                   |                |                    |      | Image manquante Téléverser                                                                 |
| Chapelle Sainte-Anne de Sainte-Anne (Haute-Savoie)                                                                | Sallanches                   |            | à géolocaliser                   |                |                    |      | Image manquante Téléverser                                                                 |
| Chapelle Saint-Jean-Népomucène de la Provence                                                                     | Sallanches                   |            | 45° 57′ 50″ nord, 6° 37′ 00″ est |                |                    |      | Image manquante Téléverser                                                                 |
| Chapelle Saint-Laurent de Blancheville                                                                            | Sallanches                   |            | à géolocaliser                   |                |                    |      | Image manquante Téléverser                                                                 |
| Chapelle Saint-Roch des Houches                                                                                   | Sallanches                   |            | à géolocaliser                   |                |                    |      | Image manquante Téléverser                                                                 |
| Chapelle Saint-François-de-Sales des Murets                                                                       | Sallanches                   |            | 45° 56′ 46″ nord, 6° 37′ 05″ est |                |                    |      | Chapelle Saint-François-de-Sales des Murets                                                |
| Chapelle du Médonet de Sallanches                                                                                 | Sallanches                   |            | à géolocaliser                   |                |                    |      | Chapelle du Médonet de Sallanches                                                          |
| Chapelle du Saint-Esprit de l'Ételley                                                                             | Samoëns                      |            | 46° 04′ 40″ nord, 6° 41′ 28″ est |                |                    |      | Image manquante Téléverser                                                                 |
| Chapelle de la Conception-de-Notre-Dame-et-Saint-Symphorien de Vercland                                           | Samoëns                      |            | à géolocaliser                   |                |                    |      | Image manquante Téléverser                                                                 |
| Chapelle Notre-Dame-de-Compassion de Samoëns                                                                      | Samoëns                      |            | 46° 05′ 05″ nord, 6° 43′ 37″ est |                |                    |      | Chapelle Notre-Dame-de-Compassion de Samoëns                                               |
| Chapelle Notre-Dame-des-Grâces et du Saint-Suaire des Allamands                                                   | Samoëns                      |            | à géolocaliser                   |                |                    |      | Image manquante Téléverser                                                                 |
| Chapelle Notre-Dame-et-Saint-Théodule de Vigny                                                                    | Samoëns                      |            | à géolocaliser                   |                |                    |      | Image manquante Téléverser                                                                 |
| Chapelle Saint-François-de-Sales de Chantemerle                                                                   | Samoëns                      |            | à géolocaliser                   |                |                    |      | Image manquante Téléverser                                                                 |
| Chapelle Saint-Jacques, Saint-Philippe-et-Saint-Joseph de Vallon                                                  | Samoëns                      |            | à géolocaliser                   |                |                    |      | Image manquante Téléverser                                                                 |
| Chapelle Saint-Jean-l'Évangéliste de Mathonex                                                                     | Samoëns                      |            | à géolocaliser                   |                |                    |      | Image manquante Téléverser                                                                 |
| Chapelle Saint-Pierre-et-Saint-Paul du Bérouze                                                                    | Samoëns                      |            | à géolocaliser                   |                |                    |      | Image manquante Téléverser                                                                 |
| Chapelle Notre-Dame de Chavannex                                                                                  | Sciez                        |            | à géolocaliser                   |                |                    |      | Image manquante Téléverser                                                                 |
| Chapelle Notre-Dame-de-la-Visitation des Pruniers                                                                 | Serraval                     |            | à géolocaliser                   |                |                    |      | Image manquante Téléverser                                                                 |
| Chapelle Saint-Claude-et-Sainte-Anne du Villard                                                                   | Serraval                     |            | à géolocaliser                   |                |                    |      | Image manquante Téléverser                                                                 |
| Chapelle Saint-Jean-l'Évangéliste, Saint-François-de-Sales et Notre-Dame-de-la-Compassion de la Bottière          | Serraval                     |            | à géolocaliser                   |                |                    |      | Image manquante Téléverser                                                                 |
| Chapelle Saint-François-de-Sales de Létraz                                                                        | Sevrier                      |            | à géolocaliser                   |                |                    |      | Chapelle Saint-François-de-Sales de Létraz                                                 |
| Chapelle dite de Vieugy, église Saint-Martin de Moulin Gaillard                                                   | Seynod                       |            | à géolocaliser                   |                |                    |      | Image manquante Téléverser                                                                 |
| Chapelle de la Bienheureuse-Vierge-Marie, Saint-Roch-et-Saint-Donat des Combes                                    | Seythenex                    |            | à géolocaliser                   |                |                    |      | Image manquante Téléverser                                                                 |
| Chapelle Saint-Martin de Saint-Martin (Haute-Savoie)                                                              | Seytroux                     |            | à géolocaliser                   |                |                    |      | Image manquante Téléverser                                                                 |
| Chapelle du Fay de Sixt-Fer-à-Cheval                                                                              | Sixt-Fer-à-Cheval            |            | 46° 02′ 49″ nord, 6° 45′ 59″ est |                |                    |      | Image manquante Téléverser                                                                 |
| Chapelle Jésus, Marie et Joseph de Passy                                                                          | Sixt-Fer-à-Cheval            |            | à géolocaliser                   |                |                    |      | Image manquante Téléverser                                                                 |
| Chapelle Notre-Dame-des-Grâces de Sixt-Fer-à-Cheval                                                               | Sixt-Fer-à-Cheval            |            | 46° 03′ 17″ nord, 6° 44′ 59″ est |                |                    |      | Chapelle Notre-Dame-des-Grâces de Sixt-Fer-à-Cheval                                        |
| Chapelle Saint-Bernard-de-Menthon du Mont                                                                         | Sixt-Fer-à-Cheval            |            | à géolocaliser                   |                |                    |      | Image manquante Téléverser                                                                 |
| Chapelle Saint-Blaise, des Sœurs de la Visitation de Salmoiry                                                     | Sixt-Fer-à-Cheval            |            | à géolocaliser                   |                |                    |      | Image manquante Téléverser                                                                 |
| Chapelle Saint-Michel-Saint-Clair-et-Sainte-Anne de Salvagny                                                      | Sixt-Fer-à-Cheval            |            | 46° 02′ 30″ nord, 6° 46′ 16″ est |                |                    |      | Image manquante Téléverser                                                                 |
| Chapelle Saint-Théodule du Molliet                                                                                | Sixt-Fer-à-Cheval            |            | à géolocaliser                   |                |                    |      | Image manquante Téléverser                                                                 |
| Chapelle Saint-Claude d'Angon                                                                                     | Talloires-Montmin            |            | à géolocaliser                   |                |                    |      | Image manquante Téléverser                                                                 |
| Chapelle Saint-Jean-Baptiste de Flérier                                                                           | Taninges                     |            | 46° 06′ 22″ nord, 6° 34′ 44″ est | « PA00118448 » | Inscrit MH         | 1986 | Chapelle Saint-Jean-Baptiste de Flérier                                                    |
| Chapelle de Jacquicourt                                                                                           | Taninges                     |            | 46° 07′ 02″ nord, 6° 40′ 00″ est |                |                    |      | Chapelle de Jacquicourt                                                                    |
| Chapelle Notre-Dame du Vieux Chalet                                                                               | Taninges                     |            | 46° 09′ 20″ nord, 6° 36′ 59″ est |                |                    |      | Chapelle Notre-Dame du Vieux Chalet                                                        |
| Chapelle d'Avonnex                                                                                                | Taninges                     |            | à géolocaliser                   |                |                    |      | Image manquante Téléverser                                                                 |
| Chapelle de Verdevant                                                                                             | Taninges                     |            | à géolocaliser                   |                |                    |      | Image manquante Téléverser                                                                 |
| Chapelle Sainte-Anne de Taninges                                                                                  | Taninges                     |            | à géolocaliser                   |                |                    |      | Image manquante Téléverser                                                                 |
| Chapelle Saint-Jacques des Chars                                                                                  | Taninges                     |            | 46° 08′ 37″ nord, 6° 35′ 24″ est |                |                    |      | Image manquante Téléverser                                                                 |
| Chapelle Saint-Bon de Thonon-les-Bains                                                                            | Thonon-les-Bains             |            | 46° 22′ 30″ nord, 6° 28′ 54″ est | « PA00118463 » | Inscrit MH         | 1936 | Chapelle Saint-Bon de Thonon-les-Bains                                                     |
| Chapelle de la Visitation - Espace d'art contemporain                                                             | Thonon-les-Bains             |            | 46° 21′ 46″ nord, 6° 28′ 30″ est |                |                    |      | Image manquante Téléverser                                                                 |
| Chapelle Saint-Sébastien de Concise                                                                               | Thonon-les-Bains             |            | 46° 22′ 47″ nord, 6° 29′ 10″ est | « PA74000028 » | Inscrit MH         | 2015 | Chapelle Saint-Sébastien de Concise                                                        |
| Chapelle de l'école Saint-Joseph-Saint-François de Concise                                                        | Thonon-les-Bains             |            | à géolocaliser                   |                |                    |      | Image manquante Téléverser                                                                 |
| Chapelle de l'institution du Sacré-Cœur de Thonon-les-Bains                                                       | Thonon-les-Bains             |            | à géolocaliser                   |                |                    |      | Image manquante Téléverser                                                                 |
| Chapelle du monastère de la Visitation de Thonon-les-Bains                                                        | Thonon-les-Bains             |            | à géolocaliser                   |                |                    |      | Image manquante Téléverser                                                                 |
| Chapelle du lycée des Vallées de Thonon-les-Bains                                                                 | Thonon-les-Bains             |            | à géolocaliser                   |                |                    |      | Image manquante Téléverser                                                                 |
| Chapelle du monastère des Sœurs de la Charité de Concise                                                          | Thonon-les-Bains             |            | à géolocaliser                   |                |                    |      | Image manquante Téléverser                                                                 |
| Chapelle Jésus-Marie-Joseph dite de la Sainte-Famille de Corzent                                                  | Thonon-les-Bains             |            | à géolocaliser                   |                |                    |      | Image manquante Téléverser                                                                 |
| Chapelle Saint-Étienne de Tully                                                                                   | Thonon-les-Bains             |            | à géolocaliser                   |                |                    |      | Image manquante Téléverser                                                                 |
| Chapelle Saint-François-de-Sales de Vongy                                                                         | Thonon-les-Bains             |            | à géolocaliser                   |                |                    |      | Image manquante Téléverser                                                                 |
| Chapelle Saint-Pierre-et-Saint-Paul de Rives                                                                      | Thonon-les-Bains             |            | à géolocaliser                   |                |                    |      | Image manquante Téléverser                                                                 |
| Chapelle de Thyez                                                                                                 | Thyez                        |            | à géolocaliser                   |                |                    |      | Image manquante Téléverser                                                                 |
| Chapelle des Cinq-Plaies dite du Calvaire de Thônes                                                               | Thônes                       |            | à géolocaliser                   |                |                    |      | Image manquante Téléverser                                                                 |
| Chapelle Notre-Dame-de-Lorette de Glapigny                                                                        | Thônes                       |            | à géolocaliser                   |                |                    |      | Image manquante Téléverser                                                                 |
| Chapelle Notre-Dame-de-Pitié dite chapelle de Galatin de Chamossière                                              | Thônes                       |            | 45° 52′ 08″ nord, 6° 19′ 30″ est |                |                    |      | Image manquante Téléverser                                                                 |
| Chapelle Notre-Dame-de-Pitié-et-Saint-Antoine-de-Padoue de Bossonaz                                               | Thônes                       |            | à géolocaliser                   |                |                    |      | Image manquante Téléverser                                                                 |
| Chapelle Notre-Dame-des-Neiges des Pesets                                                                         | Thônes                       |            | à géolocaliser                   |                |                    |      | Image manquante Téléverser                                                                 |
| Chapelle Saint-Bernard-de-Menthon du Sapey                                                                        | Thônes                       |            | à géolocaliser                   |                |                    |      | Image manquante Téléverser                                                                 |
| Chapelle Sainte-Anne-et-Saint-Jacques de Chamossière                                                              | Thônes                       |            | à géolocaliser                   |                |                    |      | Image manquante Téléverser                                                                 |
| Chapelle Saint-Guérin de la Vacherie                                                                              | Thônes                       |            | à géolocaliser                   |                |                    |      | Image manquante Téléverser                                                                 |
| Chapelle Saint-Simon-et-Saint-Jude de Thuy dessus                                                                 | Thônes                       |            | à géolocaliser                   |                |                    |      | Image manquante Téléverser                                                                 |
| Chapelle d'Ubine                                                                                                  | Vacheresse                   |            | 46° 18′ 24″ nord, 6° 44′ 31″ est | « IA00125111 » |                    |      | Chapelle d'Ubine                                                                           |
| Chapelle Notre-Dame de la Paraz                                                                                   | Vacheresse                   |            | 46° 18′ 39″ nord, 6° 43′ 00″ est |                |                    |      | Chapelle Notre-Dame de la Paraz                                                            |
| Chapelle Notre-Dame-de-Compassion, Saints-Claude-et-Dominique, Saint-Meinrad, Saint-François-de-Sales de Taverole | Vacheresse                   |            | à géolocaliser                   |                |                    |      | Image manquante Téléverser                                                                 |
| Chapelle Notre-Dame-des-Carmes-et-Saint-Michel du Villard                                                         | Vacheresse                   |            | à géolocaliser                   |                |                    |      | Image manquante Téléverser                                                                 |
| Chapelle Notre-Dame d'Hermone                                                                                     | Vailly                       |            | à géolocaliser                   |                |                    |      | Chapelle Notre-Dame d'Hermone                                                              |
| Chapelle de l'Immaculée-Conception de Fond-Dessous                                                                | Vaulx                        |            | 45° 54′ 32″ nord, 6° 00′ 18″ est |                |                    |      | Image manquante Téléverser                                                                 |
| Chapelle Notre-Dame-de-la-Conception du Biolley                                                                   | Vaulx                        |            | 45° 56′ 08″ nord, 6° 00′ 07″ est |                |                    |      | Image manquante Téléverser                                                                 |
| Chapelle de Frênes dessus                                                                                         | Vaulx                        |            | 45° 56′ 49″ nord, 5° 59′ 30″ est |                |                    |      | Image manquante Téléverser                                                                 |
| Chapelle Notre-Dame-du-Mont-Sion, dite Notre-Dame-des-Voyageurs de Vers                                           | Vers                         |            | 46° 05′ 17″ nord, 6° 02′ 14″ est |                |                    |      | Image manquante Téléverser                                                                 |
| Chapelle Saint-François-de-Sales de Prévières                                                                     | Ville-en-Sallaz              |            | 46° 08′ 21″ nord, 6° 25′ 45″ est |                |                    |      | Chapelle Saint-François-de-Sales de Prévières                                              |
| Chapelle Saint-Eusèbe de Humilly                                                                                  | Viry                         |            | 46° 08′ 00″ nord, 6° 00′ 27″ est |                |                    |      | Image manquante Téléverser                                                                 |
| Chapelle de la Sainte-Vierge de Chez Pallud                                                                       | Viuz-en-Sallaz               |            | 46° 10′ 37″ nord, 6° 25′ 16″ est |                |                    |      | Image manquante Téléverser                                                                 |
| Chapelle Notre-Dame-de-la-Nativité dite chapelle de Bonne-Aventure de Vougy                                       | Vougy                        |            | 46° 03′ 56″ nord, 6° 29′ 15″ est |                |                    |      | Image manquante Téléverser                                                                 |
| Chapelle Sainte-Marie-des-Routes de Vovray-en-Bornes                                                              | Vovray-en-Bornes             |            | 46° 03′ 41″ nord, 6° 08′ 41″ est |                |                    |      | Chapelle Sainte-Marie-des-Routes de Vovray-en-Bornes                                       |
| Chapelle Notre-Dame de Haut-Montoux                                                                               | Vétraz-Monthoux              |            | 46° 11′ 07″ nord, 6° 15′ 37″ est |                |                    |      | Chapelle Notre-Dame de Haut-Montoux                                                        |
| Chapelle Notre-Dame d'Étrembières                                                                                 | Étrembières                  |            | 46° 10′ 38″ nord, 6° 13′ 39″ est |                |                    |      | Chapelle Notre-Dame d'Étrembières                                                          |
| Chapelle du prieuré Saint-François d'Évian-les-Bains                                                              | Évian-les-Bains              |            | 46° 23′ 30″ nord, 6° 34′ 40″ est |                |                    |      | Image manquante Téléverser                                                                 |